# Cercyonis maritima
Cercyonis maritima är en fjärilsart som beskrevs av Edwards 1880. Cercyonis maritima ingår i släktet Cercyonis och familjen praktfjärilar. Inga underarter finns listade i Catalogue of Life.